# Magic System
Magic System ist eine ivorische Musikgruppe, die 1996 gegründet wurde. Seit 2003 ist die Band durch ihre Single 1er Gaou auch in den französischsprachigen Ländern Europas erfolgreich. 2014 wurden sie durch ihren internationalen Hit Magic in the Air in Deutschland bekannt.

## Bandgeschichte
Die Band wurde 1996 von Salif „Asalfo“ Traoré, Narcisse „Goudí“ Sadoua, Etienne „Tino“ Boué Bi und Adama „Manadja“ Fanny in Marcory in der ivorischen Hafenstadt Abidjan gegründet. Ihr auf dem ivorischen Zouglou, einer Form des Zouk, basierender Afropop und ihre Liveauftritte machten den Talentscout Claude Bassolet auf sie aufmerksam und so veröffentlichten sie bereits ein Jahr nach Gründung ihr erstes Album Papitou. Mit dem Lied Momo hatten sie einen ersten landesweiten Hit. Zwei Jahre später folgte der Song 1er gaou, der sich in ihrer Heimat in kurzer Zeit 40.000 Mal verkaufte und sich in ganz Afrika verbreitete. Mit ihrem dritten Album Poisson d’avril waren sie auf dem ganzen Kontinent und in der Karibik erfolgreich und hatten dort in wenigen Jahren bereits über eine Million Tonträger verkauft.
Produzent und DJ Bob Sinclar brachte Anfang der 2000er das Lied 1er gaou als Remix nach Frankreich. Es erreichte Platz 4 in den französischen Charts und war auch in den französischsprachigen Landesteilen von Belgien und der Schweiz erfolgreich. Das Album zum Song kam in die Top 20. Nur wenig später konnten Magic System mit der Zusammenarbeit mit der Sängerin Leslie einen zweiten Top-10-Hit folgen lassen und sich damit auch in Europa etablieren. Am 2. Juli 2005 traten sie im Rahmen der Live-8-Konzerte im Pariser Schloss Versailles auf. Von 2002 bis 2009 hatten sie in jedem Jahr einen Hit in den französischen Top 10. Zwei davon, Bouger bouger (2005) und C’chô, ça brûle (2006), wurden jeweils mit einer Goldenen Schallplatte ausgezeichnet. Mit dem Lied Même pas fatigué, gemeinsam aufgenommen mit Cheb Khaled, hatten sie 2009 ihren einzigen Nummer-1-Hit in Frankreich. Es hielt sich acht Wochen lang an der Chartspitze.
Zwei Jahre später erschien das Album Toutè Kalé. Es wurde ihr erfolgreichstes Album in Frankreich mit Platz 7 in den Charts und einer Platin-Auszeichnung für mehr als 100.000 verkaufte Einheiten. Die erfolgreichste Singleauskopplung war Chérie Coco mit Rapper Soprano als Gast, die Platz 2 der Charts erreichte. 2012 erhielten sie einen Kora All African Music Award in der Kategorie Beste Gruppe. Da Magic System auf Französisch singen, hatten sie ihren größten Erfolg in Frankreich und den Nachbarländern, als Vertreter der afrikanischen Popmusik waren sie aber europaweit erfolgreich.
Im Jahr der Fußball-Weltmeisterschaft 2014 in Brasilien nahmen sie mit dem bekannten Produzenten RedOne, der schon 2006 einmal für die FIFA gearbeitet hatte, und dem Marokkaner Ahmed Chawki den Song Magic in the Air auf. Es wurde eine der Fußball-Hymnen des Jahres, in Frankreich kam es auf Platz 3 und hielt sich annähernd ein Jahr in den Top 100. In den wallonischen Charts in Belgien erreichte es Platz 1 und in Flandern und in Deutschland war es darüber hinaus ebenfalls ein Charterfolg.

## Diskografie

### Alben
| Jahr | Titel                                            | Höchstplatzierung, Gesamtwochen, AuszeichnungChartplatzierungen (Jahr, Titel, Platzierungen, Wochen, Auszeichnungen, Anmerkungen) | Höchstplatzierung, Gesamtwochen, AuszeichnungChartplatzierungen (Jahr, Titel, Platzierungen, Wochen, Auszeichnungen, Anmerkungen) | Höchstplatzierung, Gesamtwochen, AuszeichnungChartplatzierungen (Jahr, Titel, Platzierungen, Wochen, Auszeichnungen, Anmerkungen) | Höchstplatzierung, Gesamtwochen, AuszeichnungChartplatzierungen (Jahr, Titel, Platzierungen, Wochen, Auszeichnungen, Anmerkungen) | Höchstplatzierung, Gesamtwochen, AuszeichnungChartplatzierungen (Jahr, Titel, Platzierungen, Wochen, Auszeichnungen, Anmerkungen) | Anmerkungen                                                            |
| Jahr | Titel                                            | DE | CH | FR | BEW | BEF | Anmerkungen                                                            |
| ---- | ------------------------------------------------ | --- | --- | --- | --- | --- | ---------------------------------------------------------------------- |
| 1997 | Papitou                                          | — | — | — | — | — |                                                                        |
| 2002 | 1er gaou                                         | — | — | FR19 (25 Wo.)FR | — | — |                                                                        |
| 2003 | Un gaou à Paris (Originaltitel: Poisson d’avril) | — | — | FR73 (7 Wo.)FR | — | — |                                                                        |
| 2004 | Raï’n’b Fever                                    | — | — | — | BEW12 (20 Wo.)BEW | — | Erstveröffentlichung: 21. Juni 2004 113, Magic System & Mohamed Lamine |
| 2005 | Cessa kiè la vérité                              | — | — | FR13 (32 Wo.)FR | BEW55 (10 Wo.)BEW | — | Erstveröffentlichung: 1. Juni 2005                                     |
| 2007 | Ki dit mié                                       | — | — | FR25 Gold · (61 Wo.)FR | — | — | Erstveröffentlichung: 24. September 2007                               |
| 2011 | Toutè Kalé                                       | — | — | FR7 Platin · (41 Wo.)FR | BEW35 (25 Wo.)BEW | — | Erstveröffentlichung: 23. Dezember 2011                                |
| 2012 | D’Abidjan à Paris                                | — | — | FR16 Gold · (22 Wo.)FR | BEW29 (27 Wo.)BEW | — | Erstveröffentlichung: 2. April 2012                                    |
| 2014 | Africainement vôtre                              | — | — | FR11 Gold · (40 Wo.)FR | BEW21 (24 Wo.)BEW | BEF185 (1 Wo.)BEF | Erstveröffentlichung: 16. Mai 2014                                     |
| 2015 | Radio Afrika                                     | — | — | FR25 (11 Wo.)FR | BEW56 (12 Wo.)BEW | — | Erstveröffentlichung: 29. Juni 2015                                    |
| 2017 | Ya foye                                          | — | — | FR89 (7 Wo.)FR | BEW113 (5 Wo.)BEW | — | Erstveröffentlichung: 16. Juni 2017                                    |
| 2018 | Magic in the Air: La compilation                 | — | — | FR151 (3 Wo.)FR | — | — | Erstveröffentlichung: 24. August 2018                                  |

Weitere Alben
- 2003: Petit pompier

### Singles
| Jahr | Titel Album                                    | Höchstplatzierung, Gesamtwochen, AuszeichnungChartplatzierungen (Jahr, Titel, Album, Platzierungen, Wochen, Auszeichnungen, Anmerkungen) | Höchstplatzierung, Gesamtwochen, AuszeichnungChartplatzierungen (Jahr, Titel, Album, Platzierungen, Wochen, Auszeichnungen, Anmerkungen) | Höchstplatzierung, Gesamtwochen, AuszeichnungChartplatzierungen (Jahr, Titel, Album, Platzierungen, Wochen, Auszeichnungen, Anmerkungen) | Höchstplatzierung, Gesamtwochen, AuszeichnungChartplatzierungen (Jahr, Titel, Album, Platzierungen, Wochen, Auszeichnungen, Anmerkungen) | Höchstplatzierung, Gesamtwochen, AuszeichnungChartplatzierungen (Jahr, Titel, Album, Platzierungen, Wochen, Auszeichnungen, Anmerkungen) | Anmerkungen                                                |
| Jahr | Titel Album                                    | DE | CH | FR | BEW | BEF | Anmerkungen                                                |
| ---- | ---------------------------------------------- | --- | --- | --- | --- | --- | ---------------------------------------------------------- |
| 2002 | 1er gaou                                       | — | CH30 (9 Wo.)CH | FR4 (28 Wo.)FR | BEW10 (15 Wo.)BEW | — |                                                            |
| 2003 | On n’sait jamais –                             | — | CH22 (14 Wo.)CH | FR8 (24 Wo.)FR | — | — | Leslie feat. Magic System & Sweety                         |
| 2003 | Amoulanga 1er gaou                             | — | — | FR94 (1 Wo.)FR | — | — |                                                            |
| 2003 | Un gaou à Paris Poisson d’avril                | — | — | FR58 (10 Wo.)FR | — | — |                                                            |
| 2004 | Un gaou à Oran Raï’n’b Fever                   | — | CH29 (16 Wo.)CH | FR9 (21 Wo.)FR | BEW3 (20 Wo.)BEW | — | 113, Magic System & Mohamed Lamine                         |
| 2005 | Bouger bouger Petit pompier                    | — | CH38 (16 Wo.)CH | FR7 Gold · (22 Wo.)FR | BEW9 (18 Wo.)BEW | — |                                                            |
| 2006 | C’chô, ça brûle Cessa kiè la vérité            | — | — | FR4 Silber · (19 Wo.)FR | — | — |                                                            |
| 2007 | Ki dit mié                                     | — | CH96 (1 Wo.)CH | FR8 (28 Wo.)FR | — | — |                                                            |
| 2007 | On va samizé Ki dit mié                        | — | — | FR26 (26 Wo.)FR | — | — | feat. Amine                                                |
| 2008 | Zouglou Dance – Joie de vivre Ki dit mié       | — | CH66 (4 Wo.)CH | FR2 (32 Wo.)FR | BEW18 (14 Wo.)BEW | — |                                                            |
| 2009 | Même pas fatigué!!! –                          | — | CH49 (12 Wo.)CH | FR1 (49 Wo.)FR | BEW10 (21 Wo.)BEW | — | mit Khaled                                                 |
| 2010 | Ambiance à l’africaine Toutè Kalé              | — | — | FR11 (26 Wo.)FR | BEW28 (18 Wo.)BEW | — | Erstveröffentlichung: 3. Dezember 2010                     |
| 2011 | Chérie Coco Toutè Kalé                         | — | CH69 (5 Wo.)CH | FR2 (38 Wo.)FR | BEW11 (17 Wo.)BEW | — | Erstveröffentlichung: 21. März 2011 feat. Soprano          |
| 2011 | La danse des magiciens Toutè Kalé              | — | — | FR36 (18 Wo.)FR | BEW37 (2 Wo.)BEW | — | Erstveröffentlichung: 17. Juni 2011                        |
| 2012 | Tango Tango –                                  | — | — | FR99 (7 Wo.)FR | — | — | Erstveröffentlichung: 24. Februar 2012                     |
| 2014 | Magic in the Air Africainement vôtre           | DE64 (4 Wo.)DE | CH23 (9 Wo.)CH | FR3 Diamant · (103 Wo.)FR | BEW1 Gold · (34 Wo.)BEW | BEF8 (14 Wo.)BEF | feat. Chawki                                               |
| 2014 | Tu es fou Africainement vôtre                  | — | — | FR30 (22 Wo.)FR | BEW38 (8 Wo.)BEW | — |                                                            |
| 2015 | Sweet Fanta Diallo (Adieu soleil) Radio Afrika | — | — | FR51 (15 Wo.)FR | BEW35 (5 Wo.)BEW | — |                                                            |
| 2021 | Premier gaou –                                 | — | — | FR122 Gold · (13 Wo.)FR | — | — | Erstveröffentlichung: 5. November 2021 mit Francis Mercier |

Weitere Singles
- 1997: Momo
- 2005: Petit pompier
- 2006: T’endors pas (feat. Youssoupha)
- 2017: Ya foye
- 2017: All Around the World